# Repositionnement affirmé
Repositionnement affirmé (en anglais : Affirmative Repositioning ; AR) est un parti politique de gauche namibien. Principalement axé sur la réforme agraire, sur l'émancipation de la jeunesse et sur la réforme sociale, il est fondé en 2014 en tant que mouvement par Job Amupanda (en), Dimbulukeni Nauyoma (en) et George Kambala (en). Il est enregistré comme parti politique en juin 2024 après en avoir fait la demande en juillet 2023,.
Lors des élections législatives de novembre 2024, il obtient six sièges à l'Assemblée nationale, devenant ainsi la troisième plus grande représentation parlementaire.